# Општина Чокарлија (Констанца)
Чокарлија (рум. Ciocârlia) општина је у Румунији у округу Констанца.
Oпштина се налази на надморској висини од 117 m.